# Agricola (finsk adelsätt)
Agricola är en finländsk introducerad adelsätt med nummer 238 på Finlands riddarhus.
Den finländska adliga ätten Agricola har ansetts vara en gren av den svenska ätten Leijonmarck, som genom att protokollsekreteraren Johan Georg Agricola fick tillstånd att introduceras på Finlands riddarhus den 25 april 1864. Ätten immatrikulerades sedan den 14 juni samma år under nummer 238.
J G Agricolas brorson, forstmästare Oskar Reinhold Agricola, skrevs in i samma ättenummer den 24 mars 1865. Då denne gick bort den 11 juni 1899, utslocknade ätten Agricola.
Senare forskning har visat att de stamtavlor som lades till grund för ätten Agricolas introduktion inte var riktiga.